# Сен-Лоран-ле-Бен
Сен-Лора́н-ле-Бен (фр. Saint-Laurent-les-Bains) — колишній муніципалітет у Франції, у регіоні Овернь-Рона-Альпи, департамент Ардеш. Населення — 142 осіб (2011).
Муніципалітет був розташований на відстані близько 490 км на південь від Парижа, 145 км на південний захід від Ліона, 55 км на захід від Прива.

## Історія
До 2015 року муніципалітет перебував у складі регіону Рона-Альпи. Від 1 січня 2016 року належав до нового об'єднаного регіону Овернь-Рона-Альпи.
1 січня 2019 року Сен-Лоран-ле-Бен і Лаваль-д'Орель було об'єднано в новий муніципалітет Сен-Лоран-ле-Бен-Лаваль-д'Орель.

## Демографія
Динаміка населення (INSEE ):
Розподіл населення за віком та статтю (2006):
| Стать | Всього | До 15 років | 15-24 | 25-44 | 45-64 | 65-85 | Понад 85 |
| --- | ------ | ----------- | ----- | ----- | ----- | ----- | -------- |
| Чоловіки | 76     | 4           | 0     | 12    | 20    | 36    | 4        |
| Жінки | 76     | 4           | 8     | 12    | 24    | 24    | 4        |
| \| Статево-вікова піраміда \| Статево-вікова піраміда \| Статево-вікова піраміда \| \| ----------------------- \| ----------------------- \| ----------------------- \| \| Чоловіки \| Вік \| Жінки \| \| 4 \| 85 + \| 4 \| \| 12 \| 80-84 \| 8 \| \| 8 \| 75-79 \| 4 \| \| 12 \| 70-74 \| 12 \| \| 4 \| 65-69 \| 0 \| \| 8 \| 60-64 \| 4 \| \| 8 \| 55-59 \| 8 \| \| 4 \| 50-54 \| 4 \| \| 0 \| 45-49 \| 8 \| \| 4 \| 40-44 \| 4 \| \| 4 \| 35-39 \| 4 \| \| 4 \| 30-34 \| 4 \| \| 0 \| 25-29 \| 0 \| \| 0 \| 20-24 \| 4 \| \| 0 \| 15-20 \| 4 \| \| 4 \| 10-14 \| 4 \| \| 0 \| 5-9 \| 0 \| \| 0 \| 0-4 \| 0 \| |        |             |       |       |       |       |          |
| Статево-вікова піраміда |        |             |       |       |       |       |          |
| Чоловіки | Вік    | Жінки       |       |       |       |       |          |
| 4 | 85 +   | 4           |       |       |       |       |          |
| 12 | 80-84  | 8           |       |       |       |       |          |
| 8 | 75-79  | 4           |       |       |       |       |          |
| 12 | 70-74  | 12          |       |       |       |       |          |
| 4 | 65-69  | 0           |       |       |       |       |          |
| 8 | 60-64  | 4           |       |       |       |       |          |
| 8 | 55-59  | 8           |       |       |       |       |          |
| 4 | 50-54  | 4           |       |       |       |       |          |
| 0 | 45-49  | 8           |       |       |       |       |          |
| 4 | 40-44  | 4           |       |       |       |       |          |
| 4 | 35-39  | 4           |       |       |       |       |          |
| 4 | 30-34  | 4           |       |       |       |       |          |
| 0 | 25-29  | 0           |       |       |       |       |          |
| 0 | 20-24  | 4           |       |       |       |       |          |
| 0 | 15-20  | 4           |       |       |       |       |          |
| 4 | 10-14  | 4           |       |       |       |       |          |
| 0 | 5-9    | 0           |       |       |       |       |          |
| 0 | 0-4    | 0           |       |       |       |       |          |

## Економіка
2010 року серед 87 осіб працездатного віку (15—64 років) 52 були активними, 35 — неактивними (показник активності 59,8%, у 1999 році було 69,5%). З 52 активних мешканців працювало 49 осіб (21 чоловік та 28 жінок), безробітними було 3 (2 чоловіки та 1 жінка). Серед 35 неактивних 9 осіб було учнями чи студентами, 14 — пенсіонерами, 12 були неактивними з інших причин.

У 2010 році у муніципалітеті числилось 45 оподаткованих домогосподарств, у яких проживали 92,5 особи, медіана доходів виносила 12 903 євро на одного особоспоживача.